# Ismayil Chikhly
Ismayil Chikhly (en azéri: İsmayıl Qəhrəman oğlu Şıxlinski), né le 22 mars 1919 dans le village d'İkinci Şıxlı (en) de la région de Gazakh dans le nord-ouest de l'Azerbaïdjan et mort à Bakou le 26 juillet 1995 est un écrivain, scénariste, critique littéraire azerbaïdjanais, Écrivain du Peuple de l'Azerbaïdjan (1984) ; lauréat du prix Komsomol d'Azerbaïdjan. Son fils Elchin est éditeur des journaux Zerkalo et Ayna.

## Biographie
Issu de la célèbre famille Chikhlinsky, Ismayil Chikhly était le neveu du général Javad-bek Chikhlinsky (neveu du général Aliagha Chikhlinsky).
Ismayil Chikhly obtient son diplôme universitaire en 1941 et fait la guerre de 1941 à 1945. Cette expérience oriente sa vie. Tout d'abord, cela l'arme d'un immense courage.
Pendant la guerre, il tient un journal dans lequel il écrit tous les jours. Cela cultive son intérêt pour l'écriture et pour aborder la littérature d'un point de vue réaliste. En raison de la censure sévère qui était en place pendant la période soviétique, Chikhly devient très habile à utiliser le symbolisme pour attaquer le système soviétique de l'intérieur.

## Parcours professionnel
Pendant environ 30 ans, il préside le département de littérature européenne et américaine (non russe) à l'Institut pédagogique de Bakou. Il est rédacteur en chef du magazine Azerbaïdjan (littéraire) et chef de l'Union des écrivains de 1981 à 1987.

## Œuvres
Chikhly est l'auteur des livres suivants : Dans les eaux de Kertch (Kerch sularında, 1950), La voix des montagnes (Dağlar Səslənir, 1951), Chemins séparés (Ayrılan yollar, 1957), Rugueuse Kur  (Dəli Kur). Son dernier roman Mon monde mourant  (Ölən Dunyam) est écrit après qu'il soit déjà devenu aveugle à cause du diabète. Il dicte les phrases pour que sa femme et ses enfants, les écrivent. Le livre a été publié peu de temps avant sa mort et a depuis été adapté au cinéma.
I.Chikhly était membre du Parlement azerbaïdjanais. Il est profondément respecté comme défenseur de la liberté et de l’indépendance.